# Khai thác tài nguyên thiên nhiên
Khai thác tài nguyên thiên nhiên là sử dụng tài nguyên thiên nhiên để tăng trưởng kinh tế, đôi khi có nội hàm tiêu cực là đi kèm với suy thoái môi trường. Nó bắt đầu xuất hiện trên quy mô công nghiệp vào thế kỷ 19 khi việc khai thác và chế biến nguyên liệu thô (như khai thác mỏ, năng lượng hơi nước và máy móc) phát triển hơn nhiều so với những lĩnh vực tiền công nghiệp. Trong thế kỷ 20, mức tiêu thụ năng lượng tăng nhanh chóng. Ngày nay, khoảng 80% năng lượng tiêu thụ trên thế giới được duy trì bằng việc khai thác nhiên liệu hóa thạch, bao gồm dầu, than và khí đốt.
Một nguồn tài nguyên không tái tạo khác được con người khai thác là các khoáng chất dưới lòng đất như kim loại quý, được sử dụng chủ yếu trong sản xuất hàng công nghiệp. Nông nghiệp thâm canh là một ví dụ về phương thức sản xuất cản trở nhiều mặt của môi trường tự nhiên, ví dụ như sự suy thoái rừng trong hệ sinh thái trên cạn và ô nhiễm nước trong hệ sinh thái dưới nước. Khi dân số thế giới tăng lên và tăng trưởng kinh tế xảy ra, việc cạn kiệt tài nguyên thiên nhiên do khai thác nguyên liệu thô không bền vững trở thành mối quan tâm ngày càng tăng.

## Nguyên nhân áp lực
- Sự gia tăng của công nghệ cho phép khai thác tài nguyên thiên nhiên một cách nhanh chóng và hiệu quả. Ví dụ: trước đây, có thể mất nhiều giờ để đốn một cây chỉ bằng cưa. Do công nghệ phát triển, tỷ lệ phá rừng đã tăng lên rất nhiều
- Số lượng con người ngày càng tăng. Theo LHQ, có 7,6 tỷ người trong số chúng ta vào năm 2017. Con số này dự kiến sẽ tăng lên khoảng 10 tỷ vào năm 2050 và khoảng 11 tỷ vào năm 2100.
- Các nền văn hóa của chủ nghĩa tiêu dùng. Quan điểm duy vật dẫn đến việc khai thác vàng và kim cương để sản xuất đồ trang sức, những mặt hàng không cần thiết cho cuộc sống hoặc sự thăng tiến của con người. Chủ nghĩa tiêu dùng cũng dẫn đến việc khai thác tài nguyên để sản xuất các mặt hàng cần thiết cho đời sống con người nhưng với số lượng quá mức cần thiết, vì con người tiêu thụ nhiều hơn mức cần thiết hoặc lãng phí những gì họ có.
- Nhu cầu quá mức thường dẫn đến xung đột do cạnh tranh gay gắt. Các tổ chức như Global Witness và Liên hợp quốc đã ghi nhận mối liên hệ này.
- Sự thiếu nhận thức của người dân đang là vấn đề nổi bật. Mọi người không nhận thức được các cách để giảm bớt sự cạn kiệt và khai thác nguyên liệu.

## Hậu quả việc khai thác
Tài nguyên thiên nhiên không phải là vô hạn, và những hậu quả sau đây có thể phát sinh từ việc tiêu thụ bất cẩn và quá mức các tài nguyên này:
- Nạn phá rừng
- Sa mạc hóa
- Tuyệt chủng của các loài
- Di cư cưỡng bức
- Xói mòn đất
- Cạn kiệt dầu
- Sự suy giảm ozone
- Tăng khí nhà kính
- Năng lượng cực đoan
- Khí hóa nước
- Thiên tai
- Sự suy giảm kim loại và khoáng chất

## Ảnh hưởng cộng đồng
Khi một công ty khai thác mỏ vào một quốc gia đang phát triển ở phía nam toàn cầu để khai thác nguyên liệu thô, việc ủng hộ những lợi thế về sự hiện diện của ngành và giảm thiểu những tác động tiêu cực tiềm ẩn sẽ thu được sự hợp tác của người dân địa phương. Các yếu tố thuận lợi chủ yếu nằm ở sự phát triển kinh tế để có thể thành lập các dịch vụ mà chính phủ không thể cung cấp như trung tâm y tế, sở cảnh sát và trường học. Tuy nhiên, với sự phát triển kinh tế, tiền tệ trở thành đối tượng được quan tâm chi phối. Điều này có thể dẫn đến những xung đột lớn mà cộng đồng địa phương ở một nước đang phát triển chưa từng giải quyết trước đây. Những xung đột này nổi lên do sự thay đổi quan điểm vị kỷ hơn giữa những người dân địa phương bị ảnh hưởng bởi các giá trị của chủ nghĩa tiêu dùng.
Các tác động của việc khai thác tài nguyên thiên nhiên trong cộng đồng địa phương của một nước đang phát triển được thể hiện trong các tác động từ Mỏ Ok Tedi. Sau khi BHP, nay là BHP Billiton, vào Papua New Guinea để khai thác đồng và vàng, nền kinh tế của các dân tộc bản địa phát triển vượt bậc. Mặc dù chất lượng cuộc sống của họ đã được cải thiện, nhưng ban đầu người dân địa phương vẫn thường xuyên tranh chấp về quyền đất đai và ai sẽ là người được hưởng lợi từ dự án khai thác.
Hậu quả của thảm họa môi trường Ok Tedi minh chứng cho những tác động tiêu cực tiềm tàng từ việc khai thác tài nguyên thiên nhiên. Kết quả là ô nhiễm khai thác bao gồm ô nhiễm độc hại đối với nguồn cung cấp nước tự nhiên cho các cộng đồng dọc theo sông Ok Tedi, gây ra sự giết chết trên diện rộng của các loài thủy sinh. Khi một công ty khai thác kết thúc dự án sau khi khai thác nguyên liệu thô từ một khu vực của một quốc gia đang phát triển, người dân địa phương được giao quản lý với những thiệt hại môi trường gây ra cho cộng đồng của họ và tính bền vững lâu dài của các lợi ích kinh tế được kích thích bởi sự hiện diện của công ty khai thác trở thành mối quan tâm.